# Kasino
 "Casino" omdirigeres hertil. For andre betydninger af Casino, se Casino (flertydig).
Et spillekasino er en bygning, hvor der spilles hasardspil om penge. Spillerne gør indsatser mod hinanden og/eller kasinoet. Selvom den korrekte stavemåde er "kasino", bruges den engelske stavemåde "casino" mange steder på dansk.
Kasinoer tilbyder typisk spil, som giver "huset" en økonomisk fordel på lang sigt mod at tilbyde spillerne mulighed for at opnå en stor gevinst på kort sigt. Spillerne får ofte en illusion om at have kontrollen over spillet ved selv at kunne vælge spillestrategi, men disse valgmuligheder eliminerer ikke spillernes handicap. Spillereglerne har nemlig indbygget matematiske odds, der sikrer kasinoet imod at udbetale det fulde beløb, som svarer til spillenes indsats. Så hvis der eksempelvis bliver spillet om, hvor mange øjne en terning viser efter et kast (hvor chancen for gevinst er 1 til 6), vil kasinoet måske udbetale 5,5 gange det væddede beløb og ikke de 6 gange indsatsen, som svarer til sandsynligheden i det lange løb. I visse spil udfordrer spillerne hinanden uden at have kasinoet som modstander, og her vil kasinoet tage en kommission eller "skat" af spillernes indsats.
Blandt de populære spil i kasinoer er:
- Spilleautomater, ofte kaldet "enarmede tyveknægte" i daglig tale
- Baccarat
- Bingo
- Blackjack
- Terningkast – især spillet "craps"
- Poker
- Roulette

Meget kendt for sine kasinoer er byen Las Vegas i staten Nevada, USA, hvor hele byen er baseret på de spil, der foregår på hoteller og i spillehaller. I Europa er det mest berømte nok Monacos kasino, Casino de Monte Carlo, som har væsentlig betydning for hele fyrstendømmets økonomi.
Helt generelt findes kasinoer ofte som en del af – eller i nærheden af – hoteller, restauranter eller andre attraktioner, som indbyder til længerevarende ophold.
I Danmark kræver det efter lovgivningen tilladelse fra Justitsministeren at drive spillekasino. Der er for tiden givet seks tilladelser; Casino Munkebjerg ved Vejle, Royal Casino i Århus, Casino Aalborg i Aalborg, Casino Marienlyst i Helsingør, Casino Odense i Odense og Casino Copenhagen i København.
Mange af spillene fra kasinoerne kan nu spilles uden for disse steder, fordi der opstilles maskiner, som simulerer spillene.
Der findes desuden en mangfoldighed af kasinoer på internettet. Her kan der ligeledes spilles om penge, hvor der også er spil om fiktive penge, hvor spillene og systemet kan læres uden risiko for økonomisk tab.
Den lette adgang til at spille har medført, at ludomani er blevet et stigende problem. Der er derfor oprettet afvænningscentre, hvor forfaldne spillere tages i behandling for deres afhængighed.

## Onlinekasinoer
Onlinekasinoer giver mulighed for at spille kasinospil via internettet. Nogle online casinoer tilbyder forskellige spil, mens andre giver kun én type af spil. Online poker er også meget populært, og der er mange virksomheder dedikeret til denne aktivitet.
Den 1. januar 2012 fik Danmark en ny spillelov, som tillader private virksomheder at udbyde kasinospil på nettet. Udbyderne skal betale et årligt gebyr for deres kasinolicens, samt 20% skat af bruttooverskuddet. Den 1. januar 2018 blev onlinebingo liberaliseret, og online spillesteder kan nu tilbyde bingo sammen med deres sortiment af fx casinospil og sportsbetting.
Loven er en forbedring i forhold til før januar 2012, fordi udbyderne på det tidspunkt opererede fra retsområder, hvor der ikke var tilstrækkelig med opsyn hos spiludbyderne. Yderligere har det for forbrugerne den fordel, at alle gevinster de måtte vinder på kasinoer med dansk spillelicens er skattefrie, hvilket kommer dem til gode.
Siden liberaliseringen af spillemarkedet i Danmark, har der dog været utilfredshed med dele af den måde, hvorpå onlinekasinoerne reklamerer for dem selv for at skille sig ud fra konkurrenterne på markedet. Flere danske partier, såsom Radikale Venstre og Enhedslisten, har f.eks. meldt ud, at de gerne vil begrænse synligheden af onlinekasinoer.

## Liberalisering af spillemarkedet i Danmark
Den 1. januar 2012 trådte en ny spillelovgivning i kraft, efter at Danske Spil havde haft monopol på det danske spillemarked siden 1948. Herefter skal alle online kasioner søge om licens for at kunne udbyde kasinospil i Danmark. I 2018 blev spillemonopolet liberaliseret yderligere med hestevæddeløb, hundevæddemål, kapflyvning med brevduer og onlinebingo.

## Kasinosvindel
Svindel på kasinoer ikke en ny ting. Tilbage i 1914 var fyrst Albert af Monaco nemlig ved at være rigtig træt af svindel og snyd på kasinoerne i Monte Carlo. Han tilkaldte hjælp fra politiet fra flere lande for at løse problemet. Denne aktion ledte i 1923 ledte til grundlæggelsen af Interpol. I dag sker der stadigvæk svindel. I Australien er en croupier og tre medskyldige blevet anklaget for at have snydt et kasino for mere end to mio. kr. Svindelnummeret blev begået ved at croupieren i spillet baccarat signalerede til de medskyldige, hvordan de skulle spille. Der sker dog også svindel på onlinekasioner. Et eksempel er dengang at spillere ved en teknisk fejl kunne oprette flere konti, og derved få flere velkomstbonusser på en gang.

## Kontrovers om spillebonusser i Danmark
På online kasinoer er der ofte velkomstbonusser, men det debatteres om der skal sættes flere begrænsninger for dette, da det menes at fremme ludomani. Danish Online Gaming Association (DOGA) mener ikke, at spillebonusserne skaber ludomaner, og at velkomstbonusser er nødvendige, hvis de forskellige kasioner skal have mulighed for at konkurrere på markedet.